# Bolejny
Bolejny (deutsch Bolleinen) ist ein Dorf in der polnischen Woiwodschaft Ermland-Masuren. Es gehört zur Gmina Nidzica (Stadt- und Landgemeinde Neidenburg) im Powiat Nidzicki (Kreis Neidenburg).

## Geographische Lage
Bolejny liegt am Nordufer des Bolleiner Sees (polnisch Jezioro Bolejńskie) im Südwesten der Woiwodschaft Ermland-Masuren, 38 Kilometer südöstlich der früheren Kreisstadt Osterode (Ostpreußen) (polnisch Ostróda) bzw. 13 Kilometer nördlich der heutigen Kreismetropole Nidzica (deutsch Neidenburg).

## Geschichte
Im Jahre 1352 wurde das damalige Bolmen (nach 1444 Bollemin, nach 1600 Boleinen, nach 1820 Bolleinen) erstmals erwähnt. Die Landgemeinde Bolleinen war zwischen 1874 und 1945 Teil des Amtsbezirks Wittmannsdorf (polnisch Witramowo) im Kreis Osterode in Ostpreußen.
262 Einwohner zählte Bolleinen im Jahre 1910. Im Jahre 1933 waren es 268 und 1939 bereits 272.
Aufgrund der Bestimmungen des Versailler Vertrags stimmte die Bevölkerung in den Volksabstimmungen in Ost- und Westpreußen am 11. Juli 1920 über die weitere staatliche Zugehörigkeit zu Ostpreußen (und damit zu Deutschland) oder den Anschluss an Polen ab. In Bolleinen stimmten 200 Einwohner für den Verbleib bei Ostpreußen, auf Polen entfielen keine Stimmen.
Als 1945 in Kriegsfolge das gesamte südliche Ostpreußen an Polen fiel, war auch Bolleinen davon betroffen. Das Dorf erhielt die polnische Namensform „Bolejny“ und ist heute als Sitz eines Schulzenamts (polnisch Sołectwo) eine Ortschaft im Verbund der Gmina Nidzica (Stadt- und Landgemeinde Neidenburg) im Powiat Nidzicki (Kreis Neidenburg), bis 1998 der Woiwodschaft Olsztyn, seither der Woiwodschaft Ermland-Masuren zugehörig. Im Jahre 2011 zählte Bolejny 387 Einwohner.

## Kirche
Bis 1945 war Bolleinen in die evangelische Kirche Seelesen (polnisch Żelazno) in der Kirchenprovinz Ostpreußen der Kirche der Altpreußischen Union sowie in die römisch-katholische Kirche Thurau (polnisch Turowo) im Bistum Ermland eingepfarrt.
Heute gehört Bolejny zur römisch-katholischen Kirche in Żelazno (Seelesen), einer Filialkirche der Pfarrei Łyna (Lahna) im Erzbistum Ermland, außerdem zur evangelischen Heilig-Kreuz-Kirche Nidzica in der Diözese Masuren der Evangelisch-Augsburgischen Kirche in Polen.

## Verkehr
Bolejny liegt östlich der Schnellstraße 7 (auch Europastraße 77) und ist über den Abzweig Waplewo (Waplitz) auf der Nebenstraße nach Łyna (Allendorf) zu erreichen. Die nächste Bahnstation ist Bujaki (Bujaken) an der Bahnstrecke Działdowo–Olsztyn (deutsch Soldau–Allenstein).